# 天主教福塔莱萨总教区
天主教福塔萊薩總教區（拉丁語：Archidioecesis Fortalexiensis）是羅馬天主教在巴西的一個教省總教區，下轄八個教區。
1854年6月6日成立塞阿拉教區，1915年11月10日升為總教區。總教區位於塞阿拉州北部，包括三十一個市，2006年有教友2,466,000人，佔轄區總人口70.7%。教區下轄九十個堂區，有303名司鐸。現任教區總主教為若瑟·安多尼·阿帕雷西多·托西·馬克斯。